# Dendrobium conanthum
Dendrobium conanthum är en orkidéart som beskrevs av Rudolf Schlechter. Dendrobium conanthum ingår i släktet Dendrobium, och familjen orkidéer. Inga underarter finns listade i Catalogue of Life.